# Tíjonov (Adiguesia)
Tíjonov (del ruso: Тихонов) es un jútor del raión de Shovgenovski en la república de Adiguesia de Rusia. Está situado 23 km al oeste de Jakurinojabl, a orillas del río Guiagá, 41 km al noroeste de Maikop, la capital de la república. Tenía 376 habitantes en 2010.
Pertenece al municipio Dukmasovskoye.